# Список Героев Украины/Н
В настоящем списке в алфавитном порядке представлены люди, получившие почётное звание Герой Украины, чьи фамилии начинаются с буквы «Н».
- Список содержит информацию о дате указа присвоения почётного звания, роде деятельности награждённых и годах их жизни.

## Список людей, фамилии которых начинаются с «Н»
| № | Фамилия, Имя Отчество             | Дата Указа | Деятельность | Годы жизни      |
| - | --------------------------------- | ---------- | --- | --------------- |
| 1 | Найдёнова, Вера Афанасьевна       | 23.11.2009 | Директор государственного предприятия «Опытное хозяйство „Асканийское“ Института масличных культур Украинской академии аграрных наук», Херсонская область | род. 05.08.1948 |
| 2 | Николаев, Владимир Константинович | 19.08.2006 | Донор, Днепропетровск | род. в 1945     |